# 土耳其语正字法
土耳其语正字法是规定如何正确书写土耳其语的一系列规则。现代土耳其语的书写采用在拉丁字母基础上改造而成的土耳其语字母，其一大特色是使用大小写都加点的字母⟨⟩和都不加点的字母⟨⟩。
历史上，土耳其语曾用阿拉伯字母书写，在凱末爾改革后改用现行方案。许多突厥语的拉丁化文字方案都受到了土耳其语字母的影响。

## 字母与读音

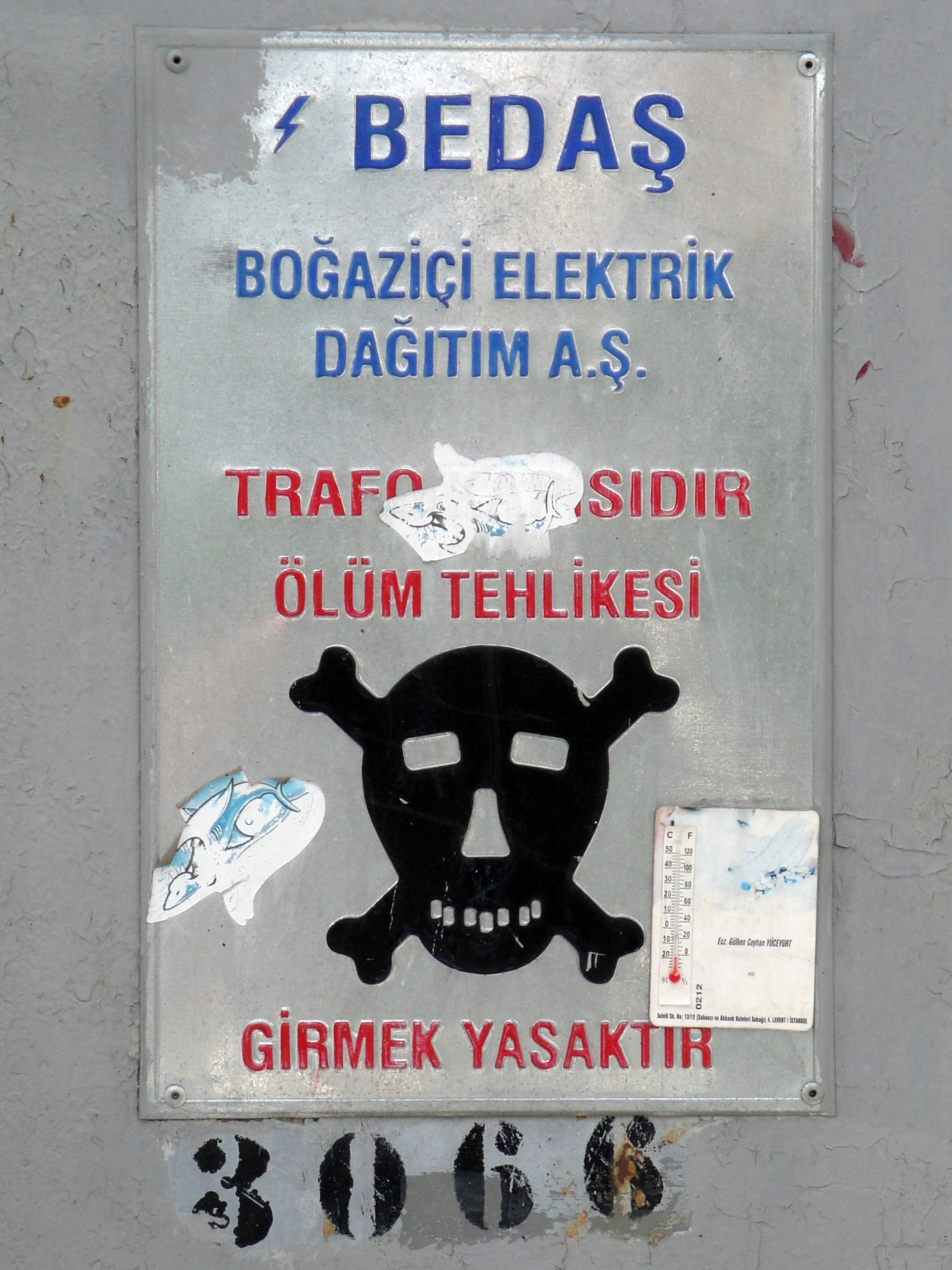
伊斯坦布尔的电力警示牌。图中可见全部七个跟基本拉丁字母不同的土耳其语字母：Ç、Ğ、I、İ、Ö、Ş、Ü

土耳其语有29个字母，其中8个元音字母，21个辅音字母。字母使用附加符号，不使用二合字母。根据法律规定，大小写都有点的⟨⟩排在前，大小都没有点的⟨⟩排在后，但在实际生活中，人们都约定俗成地先⟨⟩后⟨⟩。29个字母依序排列如下：
| 字母 | 字母 | 字母名称 （土耳其语） | 字母代码 （截头表音） | 发音 （国际音标）  | 说明                       |
| 大写 | 小写 | 字母名称 （土耳其语） | 字母代码 （截头表音） | 发音 （国际音标）  | 说明                       |
| ---- | ---- | --------------------- | --------------------- | ------------------ | -------------------------- |
|      |      |                       |                       | /a/                | 洪、展唇元音。参见元音和谐 |
|      |      |                       |                       | /b/                |                            |
|      |      |                       |                       | /dʒ/               |                            |
|      |      |                       |                       | /tʃ/               |                            |
|      |      |                       |                       | /d/                |                            |
|      |      |                       |                       | /e/                | 细、展唇元音。参见元音和谐 |
|      |      |                       |                       | /f/                |                            |
|      |      |                       |                       | /g/，/ɟ/           | 参见                       |
|      |      |                       |                       | /ɰ/, /ː/，/./，/j/ | 参见                       |
|      |      |                       |                       | /h/                |                            |
|      |      |                       |                       | /ɯ/                | 洪、展唇元音。参见元音和谐 |
|      |      |                       |                       | /i/                | 细、展唇元音。参见元音和谐 |
|      |      |                       |                       | /ʒ/                |                            |
|      |      |                       |                       | /k/，/c/           | 参见                       |
|      |      |                       |                       | /ɫ/，/l/           | 参见                       |
|      |      |                       |                       | /m/                |                            |
|      |      |                       |                       | /n/                |                            |
|      |      |                       |                       | /o/                | 洪、圆唇元音。参见元音和谐 |
|      |      |                       |                       | /œ/                | 细、圆唇元音。参见元音和谐 |
|      |      |                       |                       | /p/                |                            |
|      |      |                       |                       | /ɾ/                |                            |
|      |      |                       |                       | /s/                |                            |
|      |      |                       |                       | /ʃ/                |                            |
|      |      |                       |                       | /t/                |                            |
|      |      |                       |                       | /u/                | 洪、圆唇元音。参见元音和谐 |
|      |      |                       |                       | /y/                | 细、圆唇元音。参见元音和谐 |
|      |      |                       |                       | /v/                |                            |
|      |      |                       |                       | /j/                |                            |
|      |      |                       |                       | /z/                |                            |

## 拼写规则

### ⟨g⟩、⟨k⟩、⟨l⟩
在土耳其语的固有词中，音位/g/、/k/、/ɫ/各有两个互补的条件变体：在洪元音/ɯ/、/a/、/o/、/u/所在的音节中，读为洪音[g]、[k]、[ɫ̪]；在细元音/i/、/e/、/œ/、/y/所在的音节中，读为细音[ɟ]、[c]、[l̠ʲ]。对于这两种情况，在书写时都用⟨⟩、⟨⟩、⟨⟩字母表示。:5-9
但在阿拉伯语和波斯语借词中，细音[ɟ]、[c]、[l̠ʲ]会出现在洪元音/a/、/u/之前，形成新的音位/ɟ/、/c/、/l/，跟音位/g/、/k/、/ɫ/对立。在书写时，仍用⟨⟩、⟨⟩、⟨⟩字母表示，但是要在随后的元音字母上添加揚抑符，如：（异教徒）、（库法体）、（话）。:5-9

### ⟨ğ⟩的读音
土耳其语中的字母⟨⟩称为“软g”（yumuşak ge），不出现在词首。虽然⟨⟩常常不发音，但在音节划分、词形变化中都同辅音字母一致，故被视为辅音。在不同环境下，⟨⟩的发音不同，具体见下：:xxiv,7
| ⟨⟩的位置                   | ⟨⟩的位置           | ⟨⟩的位置           | ⟨⟩的位置           | ⟨⟩的发音                          | 例子 | 例子            | 例子       |
| ⟨⟩的位置                   | ⟨⟩的位置           | ⟨⟩的位置           | ⟨⟩的位置           | ⟨⟩的发音                          | 拼写 | 发音            | 意义       |
| -------------------------- | ------------------ | ------------------ | ------------------ | --------------------------------- | ---- | --------------- | ---------- |
| 在词尾或 音节末尾          | 位于洪元音字母之后 | 位于洪元音字母之后 | 位于洪元音字母之后 | 使⟨⟩前的元音变为长音              |      | /sɯː/           | 浅的       |
| 在词尾或 音节末尾          | 位于细元音字母之后 | 位于细元音字母之后 | 位于细元音字母之后 | 使⟨⟩前的元音变为长音；或/j/       |      | /ejɾi/          | 弯曲的     |
| 在词中的 两个元音 字母之间 | 两个元音 字母相同  | 两个洪元音字母     | 两个洪元音字母     | 不发音                            |      | /sɯ.ɯɾ/         | 牛         |
| 在词中的 两个元音 字母之间 | 两个元音 字母相同  | 两个细元音字母     | 两个细元音字母     | 不发音；或/j/                     |      | /sevdi.im/      | 我爱的那个 |
| 在词中的 两个元音 字母之间 | 两个元音 字母相同  | 两个细元音字母     | 两个细元音字母     | 不发音；或/j/                     |      | /dyjyn/         | 婚礼       |
| 在词中的 两个元音 字母之间 | 两个元音 字母不同  | 其中至少有一个圆唇 | 其中至少有一个圆唇 | 不发音；在洪元音字母之间或读为/β̞/ |      | /soan ~ soβ̞an/  | 洋葱       |
| 在词中的 两个元音 字母之间 | 两个元音 字母不同  | 两个都 不圆唇      |                    | 不发音；或使⟨⟩顺同化为/a/         |      | /aɯɾ ~ a.aɾ/    | 重的       |
| 在词中的 两个元音 字母之间 | 两个元音 字母不同  | 两个都 不圆唇      |                    | 不发音                            |      | /sɯa/           | 电容       |
| 在词中的 两个元音 字母之间 | 两个元音 字母不同  | 两个都 不圆唇      |                    | 不发音；或/j/；或使⟨⟩逆同化为/i/  |      | /dejil ~ di.il/ | 非，不     |
| 在词中的 两个元音 字母之间 | 两个元音 字母不同  | 两个都 不圆唇      |                    | 不发音；或/j/                     |      | /dijeɾ/         | 别的       |

### 扬抑符
土耳其语中，可以在元音字母⟨⟩、⟨⟩、⟨⟩上添加揚抑符，写成⟨⟩、⟨⟩、⟨⟩。扬抑符用于三种情况：
- 用于标示长元音，以区分同形詞。如：（数字）、（习惯），（子宫）、（仁慈的），（那里）、（委员会）。
- 用于辅音字母⟨⟩、⟨⟩、⟨⟩后的元音字母⟨⟩、⟨⟩上，标示此处读细辅音。参见⟨g⟩、⟨k⟩、⟨l⟩。
- 用于领属（英语：Possession_(linguistics)）形容词末尾的⟨⟩上，以区别于名詞的定宾格形式。如：（土耳其军队）、（军事院校）。

扬抑符的多种功能是混杂的，从形式上不加区分。因此，土耳其語言協會规定，虽然（价值）和（有能力的）同形，（杀人）和（杀人犯）同形，但后者的字母⟨⟩不加扬抑符，以免被理解为辅音字母⟨⟩读细辅音。:xxiii

### 长元音
土耳其语固有词中没有长元音，现代土耳其语中的长元音都来自阿拉伯语和波斯语借词。除了少数情况下会使用扬抑符外，在大多数场合，长元音没有特别标记，跟短元音不加区别，如： /adaːlet/（正义）， /numuːne/（范例）。这使得土耳其语正写法无法准确反映读音，被诟病为该书写方案的一大不足。

## 大小写
土耳其语中，单词首字母大写的规则主要有以下几点：
- 句子的首字母大写。
- 诗歌每行的首字母大写。
- 专有名词的首字母大写。
- 月份、星期的首字母，在不特指时小写，如：（五月中旬）；在指特定日期时大写，如：（1453年5月29日星期二）。

## 标点符号
土耳其语的标点符号有句号（.）、问号（?）、感叹号（!）、分号（;）、逗号（,）、引号（“ ”‘ ’）、冒号（:）等。
一个较为独特的符号是撇号。最常见的用法是用来分隔专有名词和一些后缀，如：（土耳其的）。撇号也可以用来分隔数字、字母、缩写词、日期等和后缀，如：（电视里的）。

## 移行规则
土耳其语的移行规则规定，多音节词在上一行写不完时，可以用连字号将词语按音节分割开，把剩余部分写到下一行（但不得使单个字母孤悬于上一行或下一行）。土耳其语的音节划分非常简单：每个音节都有且只有一个单元音；在音节内部，元音前最多只能有一个辅音；两个元音之间有一个或多个辅音，末尾的辅音属于后一音节，其余属于前一音节。

## 历史

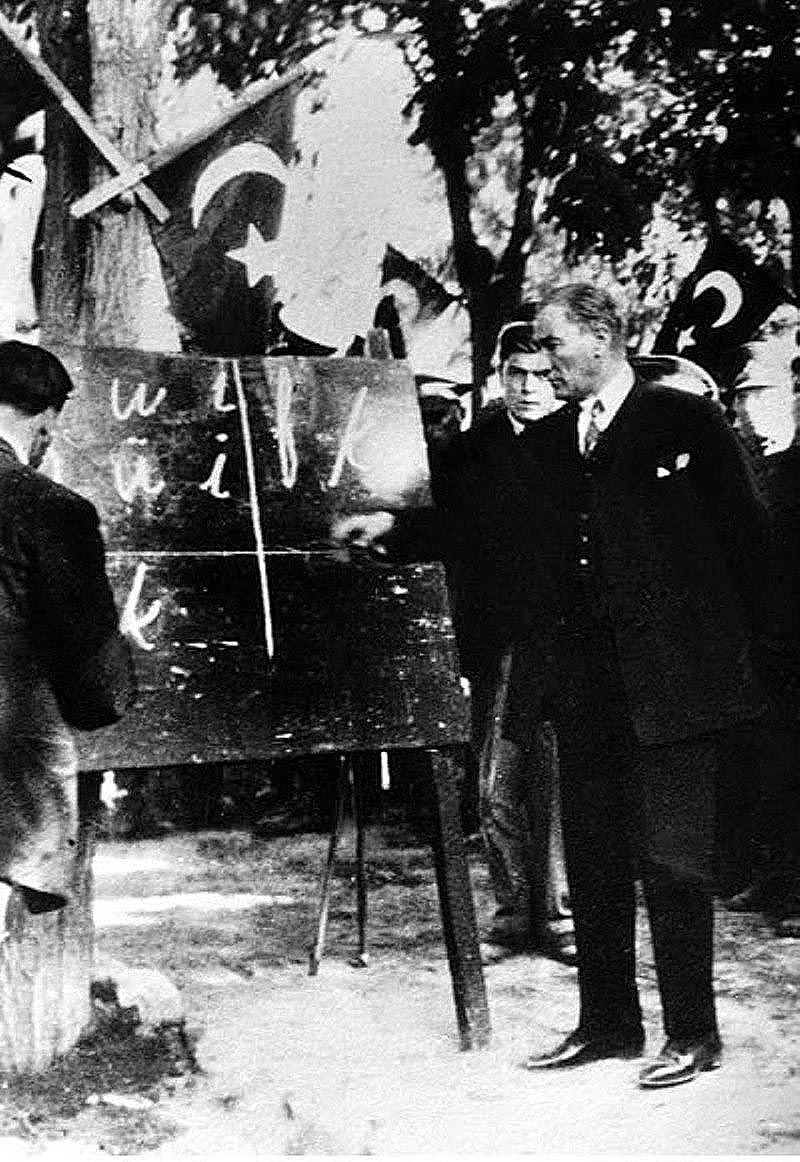
凯末尔在教授新字母的写法

突厥人在接受伊斯兰教后，多借用阿拉伯字母来记录语言。但突厥语与阿拉伯语的差别较大，阿拉伯字母难以准确表达突厥语音。1868年，奥斯曼帝国教育大臣米尼夫帕夏就公开宣称，只有拉丁字母才适合拼写土耳其语。是保留阿拉伯字母并改良以适应土耳其语，还是采用拉丁字母，这两种意见的争论持续了半个多世纪。土耳其共和国成立后，凯末尔于1928年发起文字改革，全面推行拉丁化土耳其文，并以令人惊讶的速度取得了成功。与之相伴随的是语言改革，剔除大量阿拉伯语和波斯语借词，缩小书面语和口语之间的差距。
苏联解体后，许多使用突厥语的国家和自治地方计划从西里尔字母过渡到拉丁字母。1991年，在伊斯坦布尔马尔马拉大学召开了当代国际突厥字母研讨会，制订了基于土耳其语字母的通用突厥语字母。阿塞拜疆语和加告茲語的字母都与土耳其语几乎一致，土库曼语字母也较为相近，这些语言都属于突厥语的烏古斯語支。其他使用拉丁字母的突厥国家和地区则采取与土耳其语差异较大的方案。哈萨克语拉丁字母曾接近乌兹别克语的方案，2021年新版则转向模仿土耳其语字母的写法。

## 外部連結
- Yunus Emre Enstitusu – Online Learning （页面存档备份，存于）
- The Turkish Alphabet
- Online Turkish （页面存档备份，存于）
- Turkish Alphabet Pronunciation （页面存档备份，存于）
- Dilek Nur Polat Ünsür (22 Mac 2021). "How Newspapers Familiarized Readers with the Latin Script During the Turkish Alphabet Reform （页面存档备份，存于）", ATypI 2020 presentation

| 土耳其语字母 | 土耳其语字母 | 土耳其语字母 | 土耳其语字母 | 土耳其语字母 | 土耳其语字母 | 土耳其语字母 | 土耳其语字母 | 土耳其语字母 | 土耳其语字母 | 土耳其语字母 | 土耳其语字母 | 土耳其语字母 | 土耳其语字母 | 土耳其语字母 | 土耳其语字母 | 土耳其语字母 | 土耳其语字母 | 土耳其语字母 | 土耳其语字母 | 土耳其语字母 | 土耳其语字母 | 土耳其语字母 | 土耳其语字母 | 土耳其语字母 | 土耳其语字母 | 土耳其语字母 | 土耳其语字母 | 土耳其语字母 | 土耳其语字母 |
| ------------ | ------------ | ------------ | ------------ | ------------ | ------------ | ------------ | ------------ | ------------ | ------------ | ------------ | ------------ | ------------ | ------------ | ------------ | ------------ | ------------ | ------------ | ------------ | ------------ | ------------ | ------------ | ------------ | ------------ | ------------ | ------------ | ------------ | ------------ | ------------ | ------------ |
| A            | a            | B            | b            | C            | c            | Ç            | ç            | D            | d            | E            | e            | F            | f            | G            | g            | Ğ            | ğ            | H            | h            | I            | ı            | İ            | i            | J            | j            | K            | k            | L            | l            |
| M            | m            | N            | n            | O            | o            | Ö            | ö            | P            | p            | R            | r            | S            | s            | Ş            | ş            | T            | t            | U            | u            | Ü            | ü            | V            | v            | Y            | y            | Z            | z            |              |              |